# Ianhedgea
Ianhedgea là chi thực vật có hoa trong họ Cải.